# Peruviaanse algemene verkiezingen 2001
De Peruviaanse algemene verkiezingen in 2001 vonden plaats op 8 april. Tijdens deze verkiezingen werden een nieuwe president, een nieuw parlement en twee vicepresidenten gekozen. De tweede ronde van de presidentsverkiezingen vond plaats op 3 juni.
De verkiezingen vonden plaats nadat de president van Peru, Alberto Fujimori, na het uitbrengen van de vladivideo's naar Japan was gevlucht en daar asiel had aangevraagd.
De presidentiële verkiezingen werden gewonnen door Alejandro Toledo Manrique van Mogelijk Peru, die tijdens de verkiezingen van 2000 was verslagen door Fujimori. Toledo's partij behaalde verder de meeste zetels in het Peruviaanse congres. Als vicepresidenten van Peru werden Raúl Díez Canseco Terry (tot 2004) en David Waisman Rjavinsthi gekozen.

## Uitslag

### Presidentsverkiezingen
| Kandidaat                 | Alliantie/partij                                                  | Eerste ronde | Eerste ronde | Tweede ronde | Tweede ronde |
| Kandidaat                 | Alliantie/partij                                                  | Stemmen      | %            | Stemmen      | %            |
| ------------------------- | ----------------------------------------------------------------- | ------------ | ------------ | ------------ | ------------ |
| Alejandro Toledo Manrique | Mogelijk Peru                                                     | 3.871.167    | 36,5         | 5.548.556    | 53,1         |
| Alan García               | Amerikaanse Populaire Revolutionaire Alliantie                    | 2.732.857    | 25,8         | 4.904.929    | 46,9         |
| Lourdes Flores Nano       | Nationale Eenheid                                                 | 2.576.653    | 24,3         |              |              |
| Fernando Olivera Vega     | Onafhankelijk Moralisatiefront (Frente Independiente Moralizador) | 1.044.207    | 9,8          |              |              |
| Carlos Boloña Behr        | Oplossing van het Volk (Solución Popular)                         | 179.243      | 1,7          |              |              |
| Ciro Gálvez Herrera       | Andesrenaissance (Renacimiento Andino)                            | 85.436       | 0,8          |              |              |
| Marco Arrunategui         | Project Land (Proyecto País)                                      | 79.077       | 0,7          |              |              |
| Ricardo Noriega           | Allen voor de Overwinning (Todos por la Victoria)                 | 33.080       | 0,3          |              |              |
| Ongeldige stemmen         | Ongeldige stemmen                                                 | 1.662.629    | -            | 1.675.484    | -            |
| Totaal                    | Totaal                                                            | 12.264.349   | 100          | 12.128.969   | 100          |
| Geregistreerde kiezers    | Geregistreerde kiezers                                            | 14.898.435   | 82,3         | 14.898.435   | 81,4         |

### Congresverkiezingen
| Alliantie/partij                                                  | Stemmen    | %    | Zetels | +/-   |
| ----------------------------------------------------------------- | ---------- | ---- | ------ | ----- |
| Mogelijk Peru                                                     | 2.477.624  | 26,3 | 45     | +16   |
| Amerikaanse Populaire Revolutionaire Alliantie                    | 1.857.416  | 9,7  | 28     | +22   |
| Nationale Eenheid                                                 | 1.304.037  | 13,8 | 17     | Nieuw |
| Onafhankelijk Moralisatiefront (Frente Independiente Moralizador) | 1.034.672  | 11,0 | 11     | +2    |
| Wij Zijn Peru                                                     | 544.193    | 5,8  | 4      | -5    |
| Verandering 90                                                    | 452.696    | 4,8  | 3      | Nieuw |
| Actie van het Volk                                                | 393.433    | 4,2  | 3      | -1    |
| Unie voor Peru                                                    | 390.236    | 4,1  | 6      | +3    |
| Oplossing van het Volk (Solución Popular)                         | 336.680    | 3,6  | 1      | Nieuw |
| Allen voor de Overwinning (Todos por la Victoria)                 | 191.179    | 2,0  | 1      | Nieuw |
| Agrarisch Volksfront van Peru (Frente Popular Agrícola del Perú)  | 156.264    | 1,7  | 0      | -2    |
| Project Land (Proyecto País)                                      | 155.572    | 1,7  | 0      | Nieuw |
| Andesrenaissance (Renacimiento Andino)                            | 127.707    | 1,4  | 1      | Nieuw |
| Ongeldige stemmen                                                 | 2.565.932  | -    | -      | -     |
| Totaal                                                            | 11.987.641 | 100  | 120    | 0     |
| Geregistreerde kiezers                                            | 14.898.435 | 80,5 | -      | -     |